# Rozalia Felsenhardt
Rozalia Felsenhardt (ur. 1864, zm. 1887 w Krasnojarsku) – działaczka socjalistyczna I Proletariatu, nauczycielka.

## Biogram
Zaangażowała się w działalność I Proletariatu w 1884, w środowisko socjalistów wprowadziła ją Maria Bohuszewiczówna. Aktywnie była zaangażowana w tworzenie kółek socjalistycznych, od lipca 1884 członkini Komitetu Centralnego I Proletariatu. Aresztowana we wrześniu 1885, osadzona w Cytadeli Warszawskiej. Więziono ją w jednej celi z Marią Bohuszewiczówną i Julią Razumiejczyk. W maju 1887 została skazana na zesłanie, chorując na ostatnie stadium gruźlicy zmarła kilka dni po Marii Bohuszewiczównie na jednym z etapów. Była narzeczoną Feliksa Kona, jednak władze carskie odmówiły uwięzionej zgody na zawarcie związku małżeńskiego.